# FUKUOKA OPEN TOP BUS

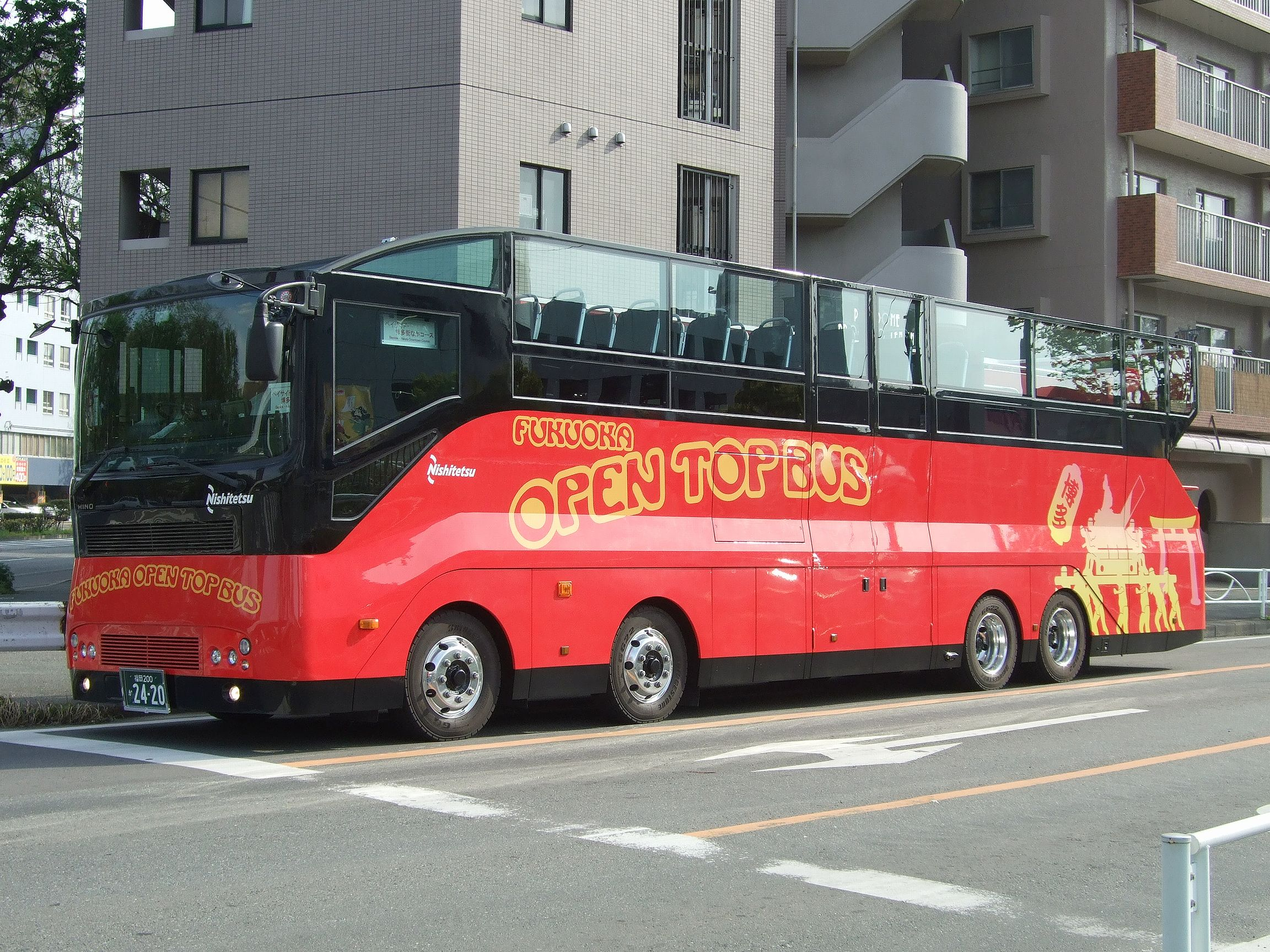
赤色（アーバンレッド）塗装の0010号

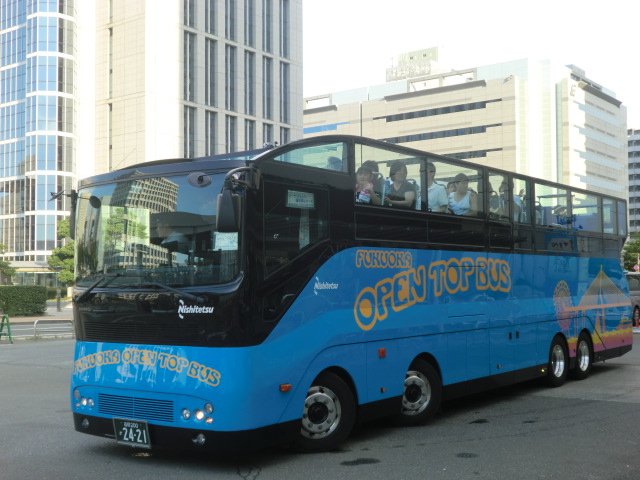
青色（マリンブルー）塗装の0011号

FUKUOKA OPEN TOP BUS（フクオカオープントップバス）は、西日本鉄道（西鉄バス）が福岡県福岡市で運行するオープントップバスを使用した循環バス路線である。

## 概要
2階建てオープントップバス（屋根のないバス）を使用する路線で、2012年3月24日より、福岡市の観光活性化を目的として運行が開始された。年間5万人の利用を見込む。
3種類のコースがあり、コース毎に車体の色が異なる。各コースとも天神の福岡市役所前を起終点とし、櫛田神社、ベイサイドプレイス博多埠頭、福岡タワーなどの観光地を経由する。
チケットはコース毎に購入でき、運賃は大人2,000円、小人1,000円である。ただし、事故防止のため3歳以下の乳幼児の乗車は禁止されている。チケットの提示で券面記載のコースと指定範囲内の西鉄一般路線バスが一日中乗り放題となる。

## コース
福岡都市高速道路・シーサイドももちを通り福岡タワー、大濠公園前、福岡城址で降車扱いを行う「シーサイドももちコース」、博多の市街地を通り博多駅・櫛田神社、福岡城址で降車扱いを行う「博多街なかコース」、夜間に博多駅を通った後福岡都市高速道路で福岡タワーまで行き、天神へ戻る「福岡きらめき夜景コース」、の3種類のコースがある。
各路線は毎日運行で、矢印方向にのみ運行される。天神・福岡市役所前をまたぐ便はない。
いずれも毎日矢印方向のみの運行。
シーサイドももちコース
天神・福岡市役所前 → （天神北ランプ） → （都市高速環状線） → （百道ランプ） → 福岡タワー → 大濠公園前→ 大濠公園・福岡城址 → 天神・福岡市役所前
博多街なかコース
天神・福岡市役所前 → 博多駅 → 櫛田神社 → 大濠公園・福岡城址 → 天神・福岡市役所前
福岡きらめき夜景コース
天神・福岡市役所前 →（明治通り）→ 博多駅 → 櫛田神社 → 呉服町ランプ → （都市高速環状線） → 百道ランプ → 福岡タワー → ヒルトン福岡シーホーク → 天神・福岡市役所前
乗車料金は大人2,000円で、乗車券でFUKUOKA OPEN TOP BUSのうちの1コースと、指定範囲内の西鉄バス一般路線に自由に乗降できる。2014年9月28日までは、同日まで運行していた福岡シティループバス「ぐりーん」も対象になっていた。乗車券の発売は、天神・福岡市役所前から乗車する場合は福岡市役所内（乗場側）のカウンターで、その他の停留所からは乗車時にバスアナ（後述）から購入する。2012年4月28日より、FUKUOKA 体験バス TICKETの体験チケットを1枚使用しての利用も可能になった。
座席指定制（立席不可）で、天神・福岡市役所前から乗車する場合は予約が可能（WEB予約・電話予約もしくは福岡市役所内カウンターで直接申し込み）。それ以外から乗車する場合は空席があれば乗車できる。

### 過去のルート
2012年3月24日から2012年7月22日までのルート
シーサイドももち・福岡城址コース
天神・福岡市役所前 → （天神北ランプ） → （都市高速1号線） → （百道ランプ） → 福岡タワー → 大濠公園・福岡城址 → 天神・福岡市役所前
ベイサイド・博多街なかコース
天神・福岡市役所前 → 博多ふ頭・ベイサイドプレイス → 博多駅 → 櫛田神社 → 天神・福岡市役所前
福岡きらめき夜景コース
天神・福岡市役所前 → 博多駅 → 呉服町ランプ → （都市高速1号線） → 百道ランプ → 福岡タワー → 天神・福岡市役所前
2012年7月23日から2013年3月23日までのルート
シーサイドももち・福岡城址コース
天神・福岡市役所前 → （天神北ランプ） → （都市高速環状線） → （百道ランプ） → 福岡タワー → 大濠公園前→ 大濠公園・福岡城址 → 天神・福岡市役所前
ベイサイド・博多街なかコース
天神・福岡市役所前 →（天神北ランプ） → 博多駅 → 櫛田神社 → 天神・福岡市役所前
福岡きらめき夜景コース
天神・福岡市役所前 →（明治通り）→ 博多駅 → 櫛田神社 → 呉服町ランプ → （都市高速環状線） → 百道ランプ → 福岡タワー → シーホークホテル → 天神・福岡市役所前
2013年3月24日から2014年3月7日までのルート
福岡きらめき夜景コース
天神・福岡市役所前 →（明治通り）→ 博多駅 → 呉服町ランプ → （都市高速環状線） → 百道ランプ → 福岡タワー → ヒルトン福岡シーホーク → 天神・証券ビル前
2014年3月8日から2014年7月18日までのルート
福岡きらめき夜景コース
天神・福岡市役所前 →（明治通り）→ 博多駅 → 呉服町ランプ → （都市高速環状線） → 百道ランプ → 福岡タワー → ヒルトン福岡シーホーク → （福岡市赤煉瓦文学館） → 天神・福岡市役所前
2014年7月19日から2014年10月13日までのルート
福岡きらめき夜景コース（福岡タワーコース）
天神・福岡市役所前 →（明治通り）→ 博多駅 → 呉服町ランプ → （都市高速環状線） → 百道ランプ → 福岡タワー → ヒルトン福岡シーホーク → 天神・福岡市役所前
福岡きらめき夜景コース（福岡空港コース）
天神・福岡市役所前 → 天神北ランプ → （都市高速環状線） → 月隈ランプ → 福岡空港 → 天神・福岡市役所前
※本コースは途中下車及び途中乗車を行わない。
シーサイドももちコース
天神・福岡市役所前 → （天神北ランプ） → （都市高速環状線） → （百道ランプ） → 福岡タワー → 大濠公園前→ 大濠公園・福岡城址 → 天神・福岡市役所前
2014年10月14日から2014年12月25日までのルート
博多街なかコース
天神・福岡市役所前 → 博多駅 → 櫛田神社 → 大濠公園・福岡城址 → 天神・福岡市役所前
福岡きらめきAコース
天神・福岡市役所前 → 天神北ランプ → （都市高速環状線） → 呉服町ランプ → 博多駅 → 櫛田神社 → 天神・福岡市役所前
※本コースは途中下車及び途中乗車を行わない。
福岡きらめきBコース
天神・福岡市役所前 →（明治通り）→ （大濠公園） → 福岡タワー（40分停車） → 百道ランプ → 天神北ランプ → 明治通り → 天神・福岡市役所前

### 運行形態
路線バスの一形態であるが、認可上は定期観光バス扱いとなっている。また、「JR時刻表」でも定期観光バスとして掲載されている。

## 車両
テクノアートリサーチのデザインによるオーダーメイドのオープントップバスを2台（社番0010・0011）使用する。この車両は日野自動車製の完全特注車両で、大型トラック・プロフィアの低床4軸（FW）エアサス仕様をベースに、東京特殊車体が車体を製作しており、軸配置、軸距、ホイールやタイヤサイズにトラックとしての特徴が表れている。バスと同様の客室を持つが、車台はそれのみでの走行が可能なトラック用のはしご型フレームであり、このため、スケルトンはもちろんのこと、通常は全長にわたって屋根を取り払うと車体強度が保てなくなるモノコックに対しても車体設計の自由度は大きい。
オープントップバスはすでに日の丸自動車興業（スカイバス東京）、はとバス、富士急行、産交バスでの導入例があるが、いずれも既存車を改造したものであり、国産オーダーメイドのオープントップバスは日本初である。
全長11.98メートル、全幅2.49メートル、全高3.35メートルで、車体形状は博多祇園山笠の舁き山をモチーフとしている。車体塗装は0010が博多の街並みや博多祇園山笠をあしらった赤色（アーバンレッド）地、0011がシーサイドももちの風景をあしらった青色（マリンブルー）地である。0010はベイサイド・博多街なかコースと福岡きらめき夜景コースに、0011はシーサイドももち・福岡城址コースと福岡きらめき夜景コースに使用される。
乗客用の座席はすべて2階にあり乗客定員は36名。全座席にシートベルトが設置されており、立席での乗車はできない。ほかに最後部の1階にシートベルト付き座席を3席備えるが通常は使用されない。車椅子乗降用のリフトも備えている。
オープントップであるため冷房装置は設置されていないが、暖房装置は設置されている。2013年9月2日には車内にミスト噴射機を設置する改造を行い、夏期に使用している。
この路線は福岡市が西鉄に提案していたものだったため、車両購入費約2億1,000万円のうち約1億5,000万円を市が補助している。

## 防寒具・雨具
雨が弱い場合は雨天でも運行する。雨天時に運行する際にはレインコートが利用客に配布される（レインコートを返却する必要はない）。

## アテンダント
福岡市の芸能プロダクション「シナプス」に所属する女性タレント・モデルが「バスアナウンサー」（バスアナ）と呼ばれるアテンダントとして1便につき1名乗務する。利用者の乗降時は乗車券の発行・検札を担当し、走行中は最後部座席から観光案内を行う。

## 沿革
- 2012年3月24日 - 運行開始。
- 2012年7月23日 - ダイヤ改正。[8]
「シーサイドももち・福岡城址コース」は福岡シティループバス「ぐりーん」との連携のため大濠公園前バス停を新設するが、シーホークホテルには停車しないようになる。また、便数が1便減になる。（「福岡きらめき夜景コース」への振り替え。）
「ベイサイド・博多街なかコース」は天神北ランプから福岡都市高速道路を通るルートに変更し、博多ふ頭・ベイサイドプレイスバス停を廃止。
「福岡きらめき夜景コース」は1便増となり、明治通りを経由するルートに変更。シーホークホテルにも停車する。ルート変更により所要時間が10分短縮され80分となる。
- 2012年11月11日 - 同日から11月25日まで、一部路線の期間限定ルート変更。[9]
同期間中のみ、「ベイサイド・博多街なかコース」のルートを大相撲九州場所開催中の福岡国際センターを通るコースに変更する（乗降扱いは行わない）。
天神・福岡市役所前 → 福岡国際センター → 博多駅 → 櫛田神社 → （呉服町ランプ） → （都市高速1号線） →  （天神北ランプ） → 天神・福岡市役所前
- 2012年11月26日 - 同日から12月25日まで、一部路線の休止及び特別コース設定。[10]
同期間中のみ、「福岡きらめき夜景コース」を休止、「ベイサイド・博多街なかコース」を1便減して「イルミネーションコース」を運航する。通常の便と異なり、乗車は天神・福岡市役所前のみとなる。また、Aコースは福岡タワーで、Bコースは博多ふ頭・ベイサイドプレイスで約30分停車する。Aコースは2便、Bコースは1便運行。所要時間はどちらも90分。
（Aコース）天神・福岡市役所前 → （天神北ランプ） → （都市高速環状線） → （百道ランプ） → 福岡タワー（30分停車） → （明治通り） → 天神・福岡市役所前
（Bコース）天神・福岡市役所前 → （国体道路） → はかた駅前通り → （呉服町ランプ） → （築港ランプ） → 博多ふ頭・ベイサイドプレイス（30分停車） → 天神・福岡市役所前
- 2013年3月24日 - ダイヤ改正。[11]
「ベイサイド・博多街なかコース」が福岡の歴史に特化した「博多街なかコース」へと変更、新たに大濠公園・福岡城址を通る。所要時間が10分プラスされて70分になる。また、「シーサイドももち・福岡城址コース」も「シーサイドももちコース」へと変更（停留所の変更は無し）。また、「博多街なかコース」の始発便は15分早くなり、最終便は15分遅くなる。「福岡きらめき夜景コース」の最終便も30分発車時刻が遅くなる。
- 2013年7月20日- ダイヤ改正。
「博多街なかコース」が一便減となり、「シーサイドももちコース」が一便増となる。また、本改正で夕方から夜にかけての便が増強される[12]。また、翌21日から9月29日までの毎週日曜・「博多街なかコース」3便で、地元福岡で活躍するタレントのボビー・ジュードが乗務し、同バスでは初の男性バスアナ起用となる[13]。尚、男性バスアナは好評だったことから12月までの延長が決定し、10月から12月までの第一・第三土曜日に「博多街なかコース」4便と「福岡きらめき夜景コース」1便に乗車する[14]。
- 2013年10月1日- ダイヤ改正。
シーサイドももちコースが一便減となり、博多街なかコースが一便増となる。また、14時以降の発車便の時刻を変更。[15]
- 2013年11月22日 - 同日から12月25日まで、一部路線の休止及び特別コース設定。[16]
同期間中のみ、昨年同様「福岡きらめき夜景コース」を休止、「博多街なかコース」を1便減して「イルミネーションコース」を運行する。所要時間はAコースは100分、Bコースは60分。Aコースのみ、福岡タワーで40分停車する。Bコースは途中停車無し。両コースとも、乗車バス停は天神・福岡市役所前のみとなる。
（Aコース）天神・福岡市役所前 → 明治通り→ 福岡タワー（40分停車） → （百道ランプ） → （都市高速環状線） → （天神北ランプ） → 天神・福岡市役所前
（Bコース）天神・福岡市役所前 → （天神北ランプ） → （都市高速環状線） → （呉服町ランプ） → 博多駅 → 博多駅前通り → キャナルシティ → 櫛田神社 → 天神・福岡市役所前
- 2013年12月25日 - ダイヤ改正[17]。
これまでの一日9便から一日5便へと大幅減。シーサイドももちコース2便、博多街なかコース2便、福岡きらめき夜景コース1便となる。
- 2014年3月8日 - ダイヤ改正[18]。
一日10便に増便。シーサイドももちコース4便、博多街なかコース4便、福岡きらめき夜景コース2便。福岡きらめき夜景コースはヒルトン福岡シーホーク出発後、福岡市赤煉瓦文学館を通過するコースに変更になる。
- 2014年4月1日 - 消費税率改定のため運賃が大人1,500円→1,540円、小人750円→770円に引き上げられる。
- 2014年7月19日 - ダイヤ改正[19]。
「シーサイドももちコース」が1便増になり、「博多街なかコース」が1便減。福岡きらめき夜景コースは、これまでのルートに加えて福岡空港を通るルートが追加される（福岡タワーコースは1便減かつ一部ルート変更）。
- 2014年10月14日 - ダイヤ改正[20]。
便数変更と夜出発のコース名及びルート変更。シーサイドももちコースは便数変更は無いが、博多街なかコースは1便減になる。福岡きらめきコースは名称とルートが変更になり、天神から都市高速を経由して博多エリアを回るAコース（途中下車無し）1便と、天神から明治通り・大濠公園・ももち・百道から都市高速経由で天神へ戻るBコースの2便になる。
- 2014年12月26日 - ダイヤ改正（冬期ダイヤによる便数減）。
シーサイドももちコース2便、博多街なかコース2便、福岡きらめき夜景コース1便となる[21]。福岡きらめきコースは名称を再び福岡きらめき夜景コースに変更し、2012年7月23日から2013年3月23日まで運航されていたルートに戻る。
- 2015年3月14日 - ダイヤ改正（春期ダイヤに戻り便の倍増）。
シーサイドももちコース4便、博多街なかコース4便、福岡きらめき夜景コース2便となる[22]。
- 2015年7月18日 - ダイヤ改正[23]。
博多街なかコースを1便減、福岡きらめき夜景コースを1便減する代わりに、シーサイドももちコースを1便増の5便に、福岡きらめき夜景コースに新たに福岡空港コースを追加。ルートは2014年7月19日から2014年10月13日まで運航されていたコースに準ずる。
- 2015年9月14日 - ダイヤ改正[24]。
福岡きらめき夜景コース（福岡空港コース）の運行終了で福岡きらめき夜景コースは2便に戻り、シーサイドももちコース・博多街なかコースも4便に戻る。
- 2024年1月20日-チケット価格改定。

　　大人1570円→2000円、子供790円→1000円に改定。

## 通常コース以外での運行

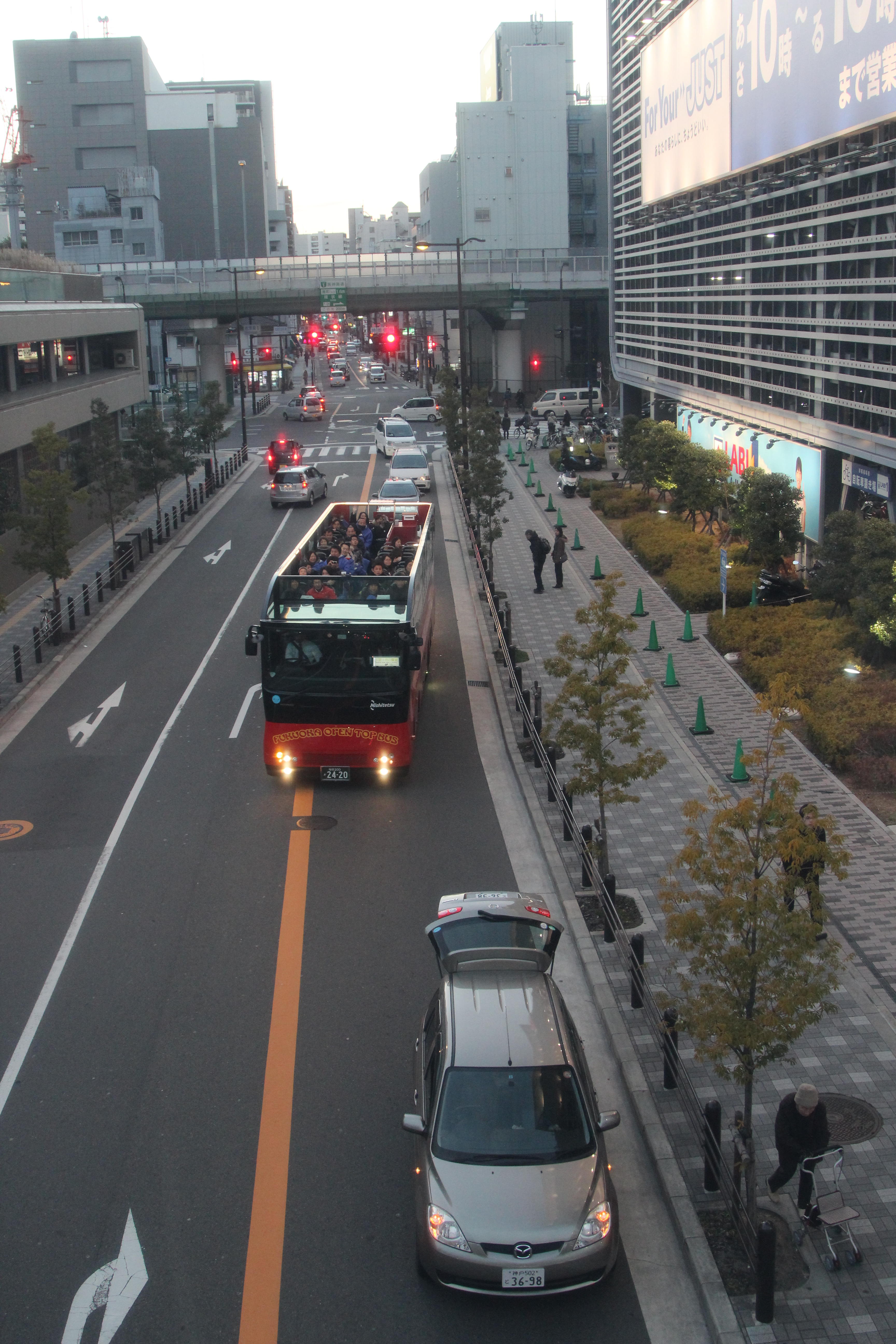
大阪ミナミで運行時
ヤマダデンキLABI1なんば前

- 福岡市内でのイベントの際にパレードに参加して運行されることがある（このときは一般客の乗車は不可）。
  - 博多どんたくのパレードで招待者を乗せて運行される。
  - 福岡ソフトバンクホークスの優勝パレードが開催された際に選手を乗せて運行した（2014年11月24日、2015年11月22日、2017年11月26日、2018年11月25日、2019年11月24日と2024年11月24日に実施）。
- 通常コース以外のコースで乗客を乗せて運行する場合もある。
  - 2014年8月10日には福岡市内 - 太宰府間で運行された[25]。
  - 2014年9月21日には鳥栖市内で運行された[26]。
  - 2014年1月12日・13日には1台が南海電気鉄道に貸し出され、大阪ミナミで運行された[27][28]。運転は西鉄博多自動車営業所の乗務員が行い、バスアナも福岡から派遣された。
- 2018年には、地元アイドルグループHKT48の楽曲「早送りカレンダー」のミュージック・ビデオ撮影に用いられた[29]。